# Chiara Bottici
Chiara Bottici (Firenze, 24 gennaio 1975) è una filosofa e saggista italiana.
I suoi studi vertono principalmente attorno alla storia della filosofia europea (dal diciassettesimo al ventesimo secolo, ossia da Spinoza a Cassirer, Bakunin, Emma Goldman e la Scuola di Francoforte), all'estetica, alla teoria critica, al femminismo e agli studi postcoloniali. Dal 2014 è professoressa associata di filosofia presso l'università New School for Social Research di New York.

## Biografia
Bottici conseguì la laurea in filosofia presso l'Università degli Studi di Firenze nel 1999, con la tesi Uomini e stati. Percorsi di un'analogia. Successivamente conseguì il dottorato di ricerca presso l'Istituto universitario europeo in Social and Political Science nel 2004 con A Philosophy of Political Myth. Portò poi a termine un post-dottorato presso l'Istituto italiano di scienze umane assieme al professore Roberto Esposito.
Dal 2009 al 2010 insegnò filosofia politica come professoressa ospite presso l'Università di Francoforte. 
Nel 2010 entrò a far parte della New School for Social Research, come assistente, per poi divenire nel 2014 professoressa associata di filosofia. Dal 2019 è anche direttrice del dipartimento di studi di genere.
È principalmente nota per il suo lavoro su come le immagini e il loro potere evocativo influenzino la politica e per i suoi scritti femministi, sia di saggistica canonica, che in forma sperimentale.

## Pensiero
Bottici adotta un approccio che tiene conto dell'intersezionalità delle diverse oppressioni, concetto nato nel femminismo afroamericano che consiste nel tener conto di come le varie categorie biologiche, sociali e culturali interagiscano nel rapportarsi in società. Un quadro simile facilita la comprensione dei fenomeni di ingiustizia sistematica e disuguaglianza sociale, partendo da un'analisi olistica e non frammentaria. 
Secondo Bottici, infatti, la lotta contro il sessismo non è effettiva se non legata alla lotta a tutte le altre forme di oppressione, dallo sfruttamento capitalista alle politiche razziste e androcentriche che danneggiano l’ambiente. Definisce le posizioni ascrivibili al femminismo liberal come "specchietti per le allodole", giacché, nonostante la retorica inclusiva, perpetrano modelli di sfruttamento economico e di prevaricazione, che impediscono l'emancipazione effettiva della persona. La situazione in cui la singola donna in qualche modo si afferma in un modello capitalista rientra infatti nel fenomeno dell’ape regina, ossia il suo affermarsi non cambia, anzi giustifica e abbraccia le strutture di prevaricazione in atto, l’intero alveare si muove in fatti secondo logiche di dominio, indipendentemente dal fatto che vi sia una donna ai vertici.
Bottici contrappone con forza il femminismo al donnismo, al matriarcato e all'elitismo, in quanto il femminismo è un movimento di emancipazione contrario a ogni forma di oppressione, e non si realizza con la sostituzione degli uomini in posizione di dominio con delle donne.
Il lavoro filosofico di Bottici è dedicato anche all'esplorazione della politica dell'immagine nei suoi diversi aspetti e alla colonialità del potere.
Un importante contributo allo strutturarsi del pensiero di Bottici è dato dall'eredità della Scuola di Francoforte.
Il suo ultimo libro, Anarchafeminism, è stato tradotto in italiano per Laterza dal teorico queer Federico Zappino.

## Opere

### Edizioni italiane

#### Pubblicazioni
- Uomini e stati. Percorsi di un'analogia, ETS 2004.
- Filosofia del mito politico, Bollati Boringhieri 2012.
- Per tre miti, forse quattro, Manni 2016.
- Passaggi, Castelvecchi 2022.
- Mitologia femminista, Castelvecchi 2022.
- Manifiesto anarca femminista, Laterza 2022.
- Nessuna sottomissione: Il femminismo come critica dell'ordine sociale, Laterza 2023.

#### Racconti brevi
- La lingua della signora P, in «Il Caffe Illustrato», n. 68-69, 2013.
- L’eslcuso, in «L’immaginazione», n. 313, sett-ott 2019, pp. 8-11.

### Edizioni inglesi

#### Pubblicazioni
- A Philosophy of Political Myth, Cambridge University Press 2007.
- Men and States, Palgrave, 2009.
- The Myth of the Clash of Civilizations, con Benoit Challand, Routledge 2010.
- The Politics of Imagination, con Benoit Challand, Routledge 2011.
- Imagining Europe: Myth, Memory, and Identity, con Benoit Challand, Cambridge University Press 2013.
- The Anarchist Turn, con Jacob Blumenfeld e Simon Critchley, Pluto Press 2013.
- Imaginal Politics: Images beyond the Imagination and beyond the Imaginary, Columbia University Press 2014.
- Feminism, Capitalism, and Critique: Essays in Honor of Nancy Fraser, con Banu Bargu, Palgrave 2017.
- A Feminist Mythology, Bloomsbury 2021.
- Anarchafeminism, Bloomsbury 2021.
- Manifiesto anarcafeminista, Ned Ediciones 2021.

#### Racconti brevi
- The Excluded, in Rendering Unconscious, di Vanessa Sinclair, Trapart Books, 2019, pp. 359-364.
- In Nomine Patris, in The Cabinet of Imaginary Laws, di Peter Goodrich e Thanos Zartaloudis, 2019.
- Stabat Matter Tryptic, su «Fence. Literary Magazine», autunno 2020.

#### Libretti d'opera
- An Ongoing Libretto per The Art Of Change Opera, di Jean-Baptiste Barrière, COPA (The New School) 2009.